# Distrito do Jura-Nord vaudois
O Distrito do Jura-Nord vaudois na Suíça, tem como capital a cidade de Yverdon-les-Bains, sendo um dos outros dez distritos que compõem do cantão de Vaud.
Faz parte dos novos distritos criados depois da reorganização cantonal suíça do cantão de Vaud que se tornou efectiva em Janeiro de 2008 .

## Valores
O distrito do Jura-Nord vaudois  ocupa agora uma superfeicie de 702,61 Km2 e tem 81 795 hab com uma densidade de 120 hab/km2 . O distrito é assim formado pela totalidade das anteriores comunas do distrito de Grandson, do distrito da Vallée, distrito de Orbe, aos quais se vieram juntar o do distrito de Yverdon com excepção do distrito de Oppens que se juntou ao distrito de Gros-de-Vaud.

## Imagens

Bandeira do Cantão de Vaud
Escudo de Yverdon-les-Bains Capital do distrito
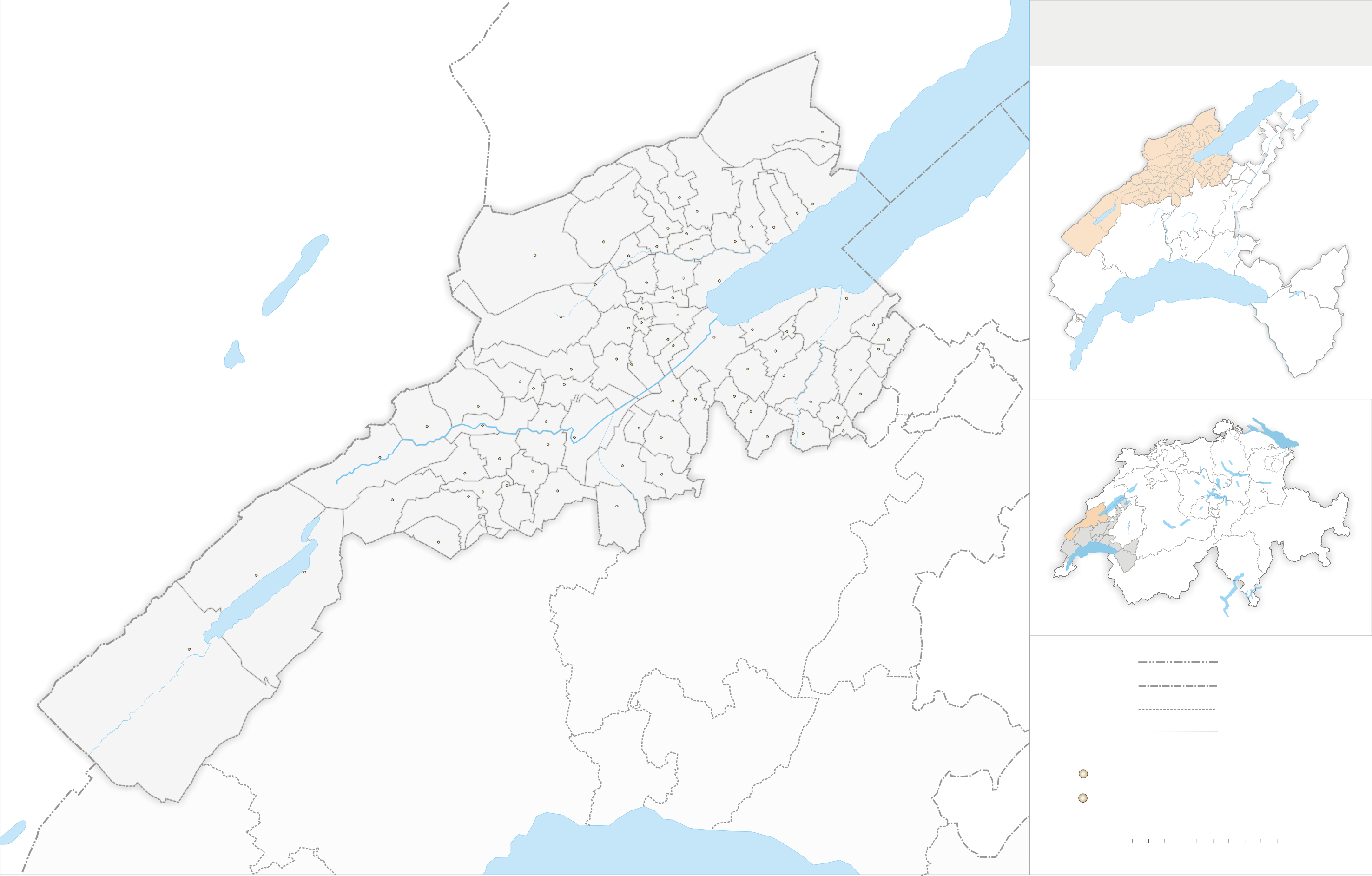
Comunas do distrito do Jura-Nord vaudois

## Comunas
Lista das 76 comunas que compõem o distrito do Jura-Nord vaudois. 
| Agiez                   |
| Arnex-sur-Orbe          |
| Ballaigues              |
| Baulmes                 |
| Bavois                  |
| Belmont-sur-Yverdon     |
| Bioley-Magnoux          |
| Bofflens                |
| Bonvillars              |
| Bretonnières            |
| Bullet                  |
| Chamblon                |
| Champagne               |
| Champvent               |
| Chanéaz                 |
| Chavannes-le-Chêne      |
| Chavornay               |
| Chêne-Pâquier           |
| Cheseaux-Noréaz         |
| Concise                 |
| Corcelles-près-Concise  |
| Corcelles-sur-Chavornay |
| Cronay                  |
| Croy                    |
| Cuarny                  |
| Démoret                 |
| Donneloye               |
| Épendes                 |
| Essert-Pittet           |
| Fiez                    |
| Fontaines-sur-Grandson  |
| Giez                    |
| Grandevent              |
| Grandson                |
| Juriens                 |
| La Praz                 |
| L'Abbaye                |
| L'Abergement            |

| Le Chenit              |
| Le Lieu                |
| Les Clées              |
| Lignerolle             |
| Mathod                 |
| Mauborget              |
| Molondin               |
| Montagny-près-Yverdon  |
| Montcherand            |
| Mutrux                 |
| Novalles               |
| Onnens                 |
| Orbe                   |
| Orges                  |
| Orzens                 |
| Pomy                   |
| Premier                |
| Provence               |
| Rances                 |
| Romainmôtier-Envy      |
| Rovray                 |
| Sainte-Croix           |
| Sergey                 |
| Suchy                  |
| Suscévaz               |
| Tévenon                |
| Treycovagnes           |
| Ursins                 |
| Valeyres-sous-Montagny |
| Valeyres-sous-Rances   |
| Valeyres-sous-Ursins   |
| Vallorbe               |
| Vaulion                |
| Villars-Epeney         |
| Vugelles-La Mothe      |
| Vuiteboeuf             |
| Yverdon-les-Bains      |
| Yvonand                |